# 구미혜당학교
구미혜당학교는 경상북도 구미시 지산동에 있는 사립 특수학교이다. 지적장애 학생을 위한 특수교육기관으로 유치부, 초등부, 중학부, 고등부, 전공과를 두고 있다.

## 연혁
- 1985년 1월 29일 : 금오학교로 개교
- 1985년 6월 1일 : 초대 노봉렬 교장 취임
- 1988년 9월 1일 : 제2대 김주호 교장 취임
- 1990년 6월 1일 : 구미혜당학교로 변경
- 1992년 9월 1일 : 제3대 허우봉 교장 취임
- 1999년 3월 1일 : 제4대 김종원 교장 취임
- 2003년 9월 1일 : 제5대 박성자 교장 취임
- 2006년 4월 24일 : 전환교육관 신축(교실 8개)
- 2006년 12월 1일 : 제6대 홍기표 교장 취임
- 2007년 2월 16일 : 초등부 제17회, 중학부 제19회, 고등부 제16회 졸업식
- 2007년 2월 28일 : 기숙사 완공
- 2007년 3월 1일 : 33학급 편성(유치3, 초16, 중7, 고6, 전공1)
- 2007년 3월 1일 : 전공과 인가
- 2013년 2월 15일 : 초등부 제23회, 중등부. 제15회, 고등부 제22회, 전공과 제5회 졸업식
- 2013년 9월 1일 : 제7대 강성순 교장 취임
- 2017년 2월 10일 : 초등부 제 27회, 중등부 제 19회, 고등부 제 26회, 전공과 제 9회 졸업식
- 2018년 2월 9일 : 초등학교 제 28회, 중학교 제 30회, 고등학교 제 27회, 전공과 제 10회 졸업식
- 2018년 2월 26일 : 조리실증개축
- 2018년 3월 1일 : 제8대 박종 교장 취임
- 2018년 3월 1일 : 유치부 3학급, 초등학교 14학급, 중학교 10학급, 고등학교 10학급, 전공과 8학급 총 45학급 운영
- 2019년 2월 18일 : 유치부, 초등부 제 29회, 중등부 제 31회, 고등부 제 28회, 전공과 제 11회 졸업식
- 2019년 3월 4일 : 유치부 3학급, 초등학교 15학급, 중학교 10학급, 고등학교 9학급, 전공과 8학급 총 45학급 운영
- 2019년 9월 1일 : 제9대 박현숙 교장 취임
- 2020년 1월 7일 : 초등학교 제 30회, 중학교 제 32회, 고등학교 제 29회, 전공과 제 12회 졸업식
- 2020년 2월 28일 : 소운동장 조성
- 2020년 3월 1일 : 유치부 3학급, 초등학교 16학급, 중학교 9학급, 고등학교 9학급, 전공과 8학급 총 45학급 운영
- 2021년 1월 19일 : 초등학교 제 31회, 중학교 제 33회, 고등학교 제 30회, 전공과 제 13회 졸업식
- 2021년 3월 1일 : 유치부 3학급, 초등학교 15학급, 중학교 9학급, 고등학교 10학급, 전공과 8학급 총 45학급 운영
- 2022년 1월 5일 : 초등학교 제 32회, 중학교 제 34회, 고등학교 제 31회, 전공과 제 14회 졸업식
- 2022년 3월 1일 : 유치부 2학급, 초등학교 15학급, 중학교 10학급, 고등학교 10학급, 전공과 8학급 총 45학급 운영
- 2023년 1월 27일 : 초등학교 제 33회, 중학교 제 35회, 고등학교 제 32회, 전공과 제 15회 졸업식
- 2025년 3월 1일 : 제10대 정혜경 교장 취임
- 2025년 3월 1일 : 초등학교 16학급, 중학교 11학급, 고등학교 10학급, 전공과 8학급 총 45학급 운영